# Véronique Pierron
Véronique Pierron (* 22. Juli 1989 in Sedan) ist eine französische Shorttrackerin.
Sie gehört seit 2005 zum französischen Nationalkader. Bei den Olympischen Spielen 2006 in Turin war sie Ersatzläuferin für die Staffel, wurde jedoch nicht eingesetzt. Pierron bestritt 2008 in Ventspils ihre erste Europameisterschaft. Im Mehrkampf erreichte sie Rang 18. In der Saison 2008/09 debütierte Pierron in Sofia im Weltcup. Als bestes Ergebnis erreichte sie über 1000 m Rang elf. Sie startete auch bei der Europameisterschaft in Turin und erreichte als bestes Ergebnis Rang sieben über 1500 m. Zudem nahm sie in Wien erstmals an der Weltmeisterschaft teil, konnte aber keine vorderen Platzierungen erzielen. In der folgenden Saison 2009/10 bestritt Pierron alle vier Weltcups. Bei der Europameisterschaft in Dresden wurde sie im Mehrkampf Sechste. Über 1000 m gewann sie mit Bronze zudem ihre erste internationale Medaille. Sie qualifizierte sich für die Olympischen Spiele in Vancouver. Über 500 m erreichte sie das Viertelfinale und belegte im Endklassement Rang 14. In der Saison 2010/11 erreichte sie beim Weltcup in Québec über 1000 m Rang acht und damit ihre bislang beste Weltcupplatzierung. Bei der Europameisterschaft 2012 in Mladá Boleslav konnte Pierron erneut Bronze über 1000 m gewinnen. Im Mehrkampf erreichte sie Rang sechs. Bei der Weltmeisterschaft in Shanghai erreichte sie über 1500 m das Halbfinale.
In der Saison 2018/19 erreichte Pierron in Calgary mit dem dritten Platz über 1000 m ihre erste Podestplatzierung im Weltcupeinzel. Zudem wurde sie in Salt Lake City Dritte mit der Mixed-Staffel. Bei den Europameisterschaften 2019 in Dordrecht kam sie auf den 14. Platz im Mehrkampf und auf den vierten Rang mit der Staffel.
Im Jahr 2009 gewann Pierron ihren ersten nationalen Meistertitel.